# جوزپه آگوستینونه
جوزپه آگوستینونه (انگلیسی: Giuseppe Agostinone؛ زادهٔ ۶ آوریل ۱۹۸۸) بازیکن فوتبال است.
از باشگاه‌هایی که در آن بازی کرده‌است می‌توان به باشگاه فوتبال لچه اشاره کرد.